# Володар Всесвіту
«Володар Всесвіту» — науково-фантастичний роман українського радянського письменника Миколи Дашкієва, напсианий у 1953 році та вперше надрукований 1955 року київським видавництвом «Молодь» у твердій обкладинці. Ілюстрації до роману виконав В. Якубич.

## Сюжет
У 1950-і роки з Владивостоку до Індії пливе радянський теплохід «Ігарка» з вантажем пшениці. Біля Сінгапуру його атакує невідома торпеда, моряки Михайло Лимар і Петро Щеглов зникають, коли корабель тоне. Лимаря захоплює британський підводний човен, а після допиту його полишають у відкритому морі. Щеглов же потрапляє до американського мільйонера Харвуда, який хоче, щоб Шеглов допоміг йому в удосконаленні пристрою, розробленого в нацистській Німеччині. Це шолом, «інтегратор», який дозволяє зчитувати на відстані радіохвилі мозку та дізнаватися чужі думки. Мільйонер мріє скористатися шоломом, аби шпигувати за Москвою. Шеглов вирішує підіграти Харвуду, щоб дізнатися більше про його плани. Тим часом американські інженери Джек і Гаррі, що працювали над шоломом, не можуть більше випробовувати його на собі.
Лимар дістається до берега, де йому доводиться виживати серед дикої природи в мангровому лісі. Він натрапляє на загін малайських партизанів і знайомиться з його учасницею Парімою.
На мільйонера також працює німець Вагнер, який обурений експериментами над людьми. Проте Харвуд уже має достатньо напрацювань, щоб створити на основі «інтегратора» «випромінювач влади», що замість читати думки навіює їх, роблячи людей покірними. Щеглов ближче знайомиться з Харвудом, плануючи викрасти креслення «випромінювача влади» та втекти. Він думає саботувати випробування пристрою, встановленого на танк, але усвідомлює, що ризик викриття надто великий. Харвуд у той час дізнається про партизанів і наказує випробувати «випромінювач влади» на них. Щеглов попереджає партизанів про пристрій і вони починають штурм маєтку Харвуда.
Харвуд тікає з маєтку на танку з «випромінювач влади» та вмикає його на повну потужність. Однак, за порадою Щеглова, партизани одягнули саморобні залізні шоломи, що захищають від випромінювання. Лимар бере участь у штурмі та зазнає важкого поранення. В розпалі бою танк грузне в болоті і Харвуд сам потрапляє під дію випромінювання, помираючи в страшних муках.
Поранений після штурму маєтку Лимар повертається до Радянського Союзу, де отримує лікування. Йому повертають слух, але Лимар лишається сліпим через травму мозку. Через чотири роки Паріма прилітає до Москви в пошуках Лимаря. Джек повертається до США, де намагається збудувати новий «інтегратор» і після серії невдач вчиняє самогубство. Щеглову вдається добути схему «інтегратора» і в Радянському Союзі пристрою знаходять медичне застосування. Новий пристрій, названий «диференціатором», стимулює мозок до самовідновлення, зір Лимаря повертається.

## Переклади
У 1959 році М. Сергєєв переклав роман російською мовою.